# Diócesis de Garanhuns
La diócesis de Garanhuns (en latín: Dioecesis Garanhunen(sis) y en portugués: Diocese de Garanhuns) es una circunscripción eclesiástica latina de la Iglesia católica en Brasil, sufragánea de la arquidiócesis de Olinda y Recife. La diócesis tiene al obispo Paulo Jackson Nóbrega de Sousa como su ordinario desde el 20 de mayo de 2015. 

## Territorio y organización
La diócesis tiene 8734 km² y extiende su jurisdicción sobre los fieles católicos de rito latino residentes en 26 municipios del estado de Pernambuco: Quipapá, São Benedito do Sul, Águas Belas, Itaíba, Garanhuns, Caetés, Capoeiras, Paranatama, Saloá, Bom Conselho, Lagoa do Ouro, Correntes, Brejão, Terezinha, Iati, São Bento do Una, Jurema, Calçado, Jupi, Jucati, Lajedo, Panelas, São João, Palmerina, Canhotinho y Angelim.
La sede de la diócesis se encuentra en la ciudad de Garanhuns, en donde se halla la Catedral de San Antonio.
En 2019 en la diócesis existían 36 parroquias.

## Historia
La diócesis fue erigida el 2 de agosto de 1918 con la bula Archidioecesis Olindensis-Recifensis del papa Benedicto XV, obteniendo el territorio de la arquidiócesis de Olinda y Recife.
El 13 de enero de 1962 cedió una parte de su territorio para la erección de la diócesis de Palmares mediante la bula Peramplas Ecclesias del papa Juan XXIII.

## Estadísticas
De acuerdo al Anuario Pontificio 2020 la diócesis tenía a fines de 2019 un total de 620 600 fieles bautizados.
| Año                                                                             | Población            | Población | Población      | Sacerdotes | Sacerdotes    | Sacerdotes    | Bautizados por sacerdote | Diáconos permanentes | Religiosos | Religiosos | Parroquias |
| Año                                                                             | Bautizados católicos | Total     | % de católicos | Total      | Clero secular | Clero regular | Bautizados por sacerdote | Diáconos permanentes | Varones    | Mujeres    | Parroquias |
| ------------------------------------------------------------------------------- | -------------------- | --------- | -------------- | ---------- | ------------- | ------------- | ------------------------ | -------------------- | ---------- | ---------- | ---------- |
| 1949                                                                            | 617 278              | 618 278   | 99.8           | 35         | 24            | 11            | 17 636                   |                      | 11         | 105        | 22         |
| 1966                                                                            | 700 000              | 700 000   | 100.0          | 32         | 22            | 10            | 21 875                   |                      | 12         | 54         | 16         |
| 1967                                                                            | 700 000              | 700 000   | 100.0          | 32         | 22            | 10            | 21 875                   |                      | 10         | 87         | 22         |
| 1976                                                                            | 675 000              | 700 000   | 96.4           | 29         | 17            | 12            | 23 275                   |                      | 14         | 96         | 22         |
| 1980                                                                            | 514 000              | 593 000   | 86.7           | 29         | 18            | 11            | 17 724                   |                      | 13         | 103        | 23         |
| 1990                                                                            | 597 000              | 696 000   | 85.8           | 35         | 18            | 17            | 17 057                   |                      | 25         | 87         | 26         |
| 1999                                                                            | 550 000              | 580 000   | 94.8           | 36         | 20            | 16            | 15 277                   |                      | 30         | 62         | 22         |
| 2000                                                                            | 545 258              | 587 000   | 92.9           | 40         | 26            | 14            | 13 631                   |                      | 24         | 62         | 22         |
| 2001                                                                            | 568 378              | 599 459   | 94.8           | 37         | 23            | 14            | 15 361                   |                      | 23         | 68         | 26         |
| 2003                                                                            | 543 367              | 573 331   | 94.8           | 38         | 22            | 16            | 14 299                   |                      | 25         | 64         | 25         |
| 2006                                                                            | 551 000              | 612 000   | 90.0           | 41         | 28            | 13            | 13 439                   |                      | 29         | 94         | 27         |
| 2013                                                                            | 604 000              | 672 000   | 89.9           | 59         | 44            | 15            | 10 237                   | 7                    | 23         | 77         | 33         |
| 2016                                                                            | 619 000              | 677 146   | 91.4           | 64         | 46            | 18            | 9671                     | 7                    | 26         | 78         | 33         |
| 2019                                                                            | 620 600              | 685 267   | 90.6           | 59         | 48            | 11            | 10 518                   | 19                   | 16         | 70         | 36         |
| Fuente: Catholic-Hierarchy, que a su vez toma los datos del Anuario Pontificio. |                      |           |                |            |               |               |                          |                      |            |            |            |

## Episcopologio
- João Tavares de Moura † (3 de julio de 1919-20 de julio de 1928 falleció)
- Manoel Antônio de Paiva (Payva) † (2 de abril de 1929-19 de mayo de 1937 falleció)
- Mário de Miranda Villas-Boas † (26 de mayo de 1938-10 de septiembre de 1944 nombrado arzobispo de Belém do Pará)
- Juvéncio de Brito † (15 de diciembre de 1945-31 de enero de 1954 falleció)
- Francisco Expedito Lopes † (24 de agosto de 1954-1 de julio de 1957 falleció)
- José Adelino Dantas † (3 de mayo de 1958-20 de febrero de 1967 nombrado obispo de Ruy Barbosa)
- Milton Corrêa Pereira † (4 de agosto de 1967-25 de abril de 1973 nombrado arzobispo coadjutor de Manaus[4])
- Tiago Postma † (20 de junio de 1974-15 de marzo de 1995 renunció)
  - Sede vacante (1995-1998)
- Irineu Roque Scherer † (15 de abril de 1998-30 de mayo de 2007 nombrado obispo de Joinville)
- Fernando José Monteiro Guimarães, C.SS.R. (12 de marzo de 2008-6 de agosto de 2014 nombrado ordinario militar de Brasil)
- Paulo Jackson Nóbrega de Sousa, desde el 20 de mayo de 2015